# Hrad u Hostíkovic
Hrad u Hostíkovic (též Milčany) je zřícenina hradu na ostrůvku v Milčanském rybníce nedaleko městyse Holany jižně od okresního města Česká Lípa. Od roku 1965 je chráněn jako kulturní památka.

## Historie
Hrad se původně jmenoval pravděpodobně Milčany. Po jeho zániku bylo jméno přeneseno na nové sídlo chybně označované jako Vítkovec, které vzniklo asi o 600 metrů jižněji a jehož zbytky se nacházejí mezi Milčanským a Holanským rybníkem.
První písemná zmínka o hradu pochází z roku 1366. Zpráva zmiňuje Přibík z Milčan, který byl nejspíše manem Berků z Dubé, jimž patřila okolní krajina. Podle archeologických nálezů byl hrad postaven v první třetině čtrnáctého století a zanikl ve dvacátých letech patnáctého století.

## Stavební podoba
Z hradu se dochovalo pouze jádro na pískovcové skále na ostrůvku v severní části Milčanského rybníka. Opevnění, viditelné ještě v devatenáctém století, zaplavila voda Milčanského rybníka. Skála převyšovala původní rovinaté okolí asi o osm metrů. Na jejím nejvyšším místě stávala nejspíše obytná věž s půdorysem o rozměrech 6 × 6 metrů. Dochovaly se z ní jen drobné fragmenty zdiva. Další pozůstatky zástavby nejasného účelu se nachází na jihovýchodní straně.